# Фонетика каталанської мови
Головна стаття: Каталанська мова.
Катала́нська (катало́нська) мо́ва (кат. català; вимовляється [kətə'ła] або [kata'ła]) — мова Західного Середземномор'я, належить до романської групи індоєвропейської мовної родини.
У період з 1979 р. до 2007 р. каталанська мова отримала певний офіційний статус на всіх адміністративних територіях, які є частиною каталанських країн, окрім Ал-Карші та Західної смуги. В Автономній області Каталонія вона є однією з трьох офіційних мов та єдиною «власною (або історичною) мовою» з 1979 р. 
З точки зору фонетики, лексики та граматики найближчою до каталанської є окситанська мова (з VIII до XIII ст. каталанська мова являла собою діалект окситанської). Перші письмові пам’ятки каталанською зафіксовано раніше, ніж усіма іншими мовами Іберійського півострова, зокрема іспанською та португальською. Каталанську у світі розуміють близько 11,6 млн осіб, за кількістю мовців — це 6 романська мова після іспанської, португальської, французької, італійської та румунської мов.
Існує дві великі групи діалектів – східні (на основі яких створено літературну мову) та західні (на основі південно-західних діалектів кодифіковано літературну мову Автономної області Валенсія).
У каталанській використовують адаптовану латинку, зокрема кілька буквосполучень, які не зустрічаються в інших романських мовах (-ny-, -l∙l-, -ig). Граматика та фонетика каталанської мови має як спільні (зокрема 2 числа та 2 роди у іменника, прикметника та артикля, відмінникова система у займенника), так і відмінні риси (8, а не 7 голосних, як у більшості романських мов, вживання означеного артиклю перед іменами) з сусідніми галло-романськими та східно-іберійськими мовами.
Каталанська мова регулюється кількома закладами, зокрема Інститутом каталонських студій (який підтримує норму IEC) та Валенсійською мовною академією (яка підтримує норму AVL).

## Фонетика каталанської мови
- Звучання звуків у каталанській мові. (кат.)
- Реєстр звуків каталанської мови в рамках Міжнародної Фонетичної Асоціації, на сайті Університету Вікторії, Канада (англ.)

Голосні звуки літературної каталанської мови, з Carbonell & Llisterri (1999)

У каталанській мові нараховується 29 приголосних, з них 3 - лише у діалектах.
|             |             | Губно-губний | Губно-зубний | Зубний | Альвеолярний | Палатальний | Велярний |
| ----------- | ----------- | ------------ | ------------ | ------ | ------------ | ----------- | -------- |
| Носовий     | Носовий     | m            |              |        | n            | ɲ           | ŋ        |
| Проривний   | глухий      | p            |              | t      | t            | (c) ~ k     | (c) ~ k  |
| Проривний   | дзвінкий    | b            |              | d      | d            | (ɟ) ~ g     | (ɟ) ~ g  |
| Африкат     | глухий      |              |              |        | ts           | tɕ          |          |
| Африкат     | дзвінкий    |              |              |        | dz           | dʑ          |          |
| Щілинні     | глухий      |              | f            |        | s            | ɕ           |          |
| Щілинні     | дзвінкий    |              | (v)          |        | z            | ʑ           | γ        |
| Дрижачі     | Дрижачі     |              |              |        | r            |             |          |
| Одноударні  | Одноударні  |              |              |        | ɾ            |             |          |
| Апроксимант | Апроксимант |              |              |        |              | j           | w        |
| Латеральні  | Латеральні  |              |              |        | l            | ʎ           |          |

У каталанській мові нараховується 8 голосних. У літературній мові ненаголошені /e/, /ɛ/ та /a/ редукуються до [ə], а /o/ та /ɔ/ - до [u]. У західно-каталанських діалектах [e], [o] та [a] можуть бути також ненаголошеними.
У мальоркському діалекті [ə] може бути у наголошеній позиції.
Також у мові є багато дифтонгів, усі вони починаються або закінчуються на [j] або [w]:
| [ej] | rei   | 'король'    | [ɛw] | peu    | 'нога'   |
| [uj] | avui  | 'сьогодні'  | [ow] | pou    | 'добре'  |
| [ja] | iaia  | 'бабуся'    | [wa] | quatre | 'чотири' |
| [jɛ] | veiem | 'ми бачимо' | [wə] | aigua  | 'вода'   |

Практична транскрипція з каталанської мови на українську

## Топоніміка Каталонії та каталанських країн
Каталанська мова — єдина мова для найменування топонімів Каталонії
Див. також : Список муніципалітетів Каталонії, Кумарка.
Відповідно до статті 2 закону «Про мовну політику» № 1/1998 від 7 січня 1998 р. (кат. De política lingüística), каталанська мова є «мовою топонімії Каталонії». Відповідно до статті 18 цього ж закону, топоніми у Каталонії мають «єдину офіційну версію, [затверджену] Інститутом каталонських студій, […] для район Баль-д'Аран офіційною є аранська версія [топоніму]».
Відповідно до статті 3 Декрету 78/1991 від 8 квітня 1991 р. та додатками до нього, ухваленими 23 січня 2001 р. (59/2001 та 60/2001), уся друкована продукція, що видається у Каталонії, має містити виключно каталаномовні офіційні назви, ці назви вживаються також і всіма державними (іспанськими та іспаномовними) структурами.
Усі закони та декрети, що стосуються регулювання вживання каталанської мови, викладено на сайті Жанаралітату Каталонії.
Розбіжності у передачі українською мовою топонімів та гідронімів Каталонії
У різних українських джерелах (головним чином в енциклопедіях та на мапах) для найбільших населених пунктів каталанських країн вживаються різні найменування (пр., місто Lleida називається Льєйдою, Лерідою або Леридою). Це пояснюється тим, що до 1998 р. українські назви населених пунктів каталанських країн транскрибували з іспанської мови, на той час єдиної офіційної мови на цій території, до того ж часто з помилками.
Великий вплив мала також традиція найменування населених пунктів Каталонії у російській мові, і помилки у найменуванні топонімів російською мовою переходили і в українську (пр., місто Girona традиційно називалося Жероною, що є неправильною транскрипцією французької назви міста).
Від 1998 р. усі топоніми на території Каталонії (за виключенням району Баль-д'Аран) як у каталаномовних текстах, так і в іспаномовних подаються у каталаномовному варіанті, саме він є єдиним офіційним варіантом для обох мов.
Для позначення топонімів району (кумарки) Баль-д'Аран як в іспаномовних, так і в каталаномовних текстах вживаються окситанські (аранські) варіанти.
На території Балеарських островів та в Андоррі офіційно вживаються лише каталаномовні варіанти топонімів як для каталанської, так і для іспанської мов. У французькій мові існує власна традиція найменування населених пунктів Андорри.
На території Автономної області Валенсія для тих районів, де переважає каталанська (валенсійська) мова офіційними стали каталаномовні відповідники назв населених пунктів, а у тих, де переважає іспанська — іспанські.
Оскільки каталанська мова не має певного статусу на Західній смузі та в Ал-Карші, офіційно вживаються іспаномовні відповідники.
У Північній Каталонії офіційно вживаються французькі назви населених пунктів.
В українській мові назви топонімів та гідронімів Каталонії транскрибуються згідно з їхнім звучанням у каталанській мові (або для району Баль-д'Аран — у аранській говірці), за виключенням столиці Каталонії Барселони, для якої зберігається її традиційна назва.
Нижче подано порівняльну таблицю кількох україномовних джерел для назв найголовніших топонімів каталанських країн.
| \| Топоніми, гідроніми та відомі архітектурні пам'ятки з кількома варіантами транскрипції назв \| Топоніми, гідроніми та відомі архітектурні пам'ятки з кількома варіантами транскрипції назв \| Топоніми, гідроніми та відомі архітектурні пам'ятки з кількома варіантами транскрипції назв \| \| Україномовна Вікіпедія \| УСЕ \| УМІФ \| \| ------------------------------------------------------------------------------------------- \| ------------------------------------------------------------------------------------------- \| ------------------------------------------------------------------------------------------- \| \| Андорра \| Андорра \| Андорра \| \| Арагон \| Арагон \| Арагон \| \| Баліра (ріка в Андоррі) \| Валіра \| \| \| Барселона \| Барселона \| Барселона \| \| Будинок Міла (у Барселоні) \| Каса Міла \| \| \| Валенсія \| Валенсія \| Валенсія \| \| Жирона \| \| Херона \| \| Ла-Сеу-д'Уржель \| Сео-де-Урґель \| \| \| Льєйда \| \| Леріда \| \| Манреза \| \| Манреса \| \| Монсаррат \| Монсеррат \| \| \| Палма \| Пальма-де-Мальорка \| Пальма \| \| Парк Ґуель та Палац Ґуель \| Парк та палац Ґуель \| \| \| Перпіньян \| Перпіньян \| Перпіньян \| \| Русільйон (або Русальо) \| Руссійон \| \| \| Таррагона \| \| Таррагона \| \| Л'Успіталет-да-Любрагат \| \| Оспіталет \| \| Храм Святого Сімейства (у Барселоні) \| Саґрада Фамілія \| \| |                     |           |
| Топоніми, гідроніми та відомі архітектурні пам'ятки з кількома варіантами транскрипції назв |                     |           |
| Україномовна Вікіпедія | УСЕ                 | УМІФ      |
| Андорра | Андорра             | Андорра   |
| Арагон | Арагон              | Арагон    |
| Баліра (ріка в Андоррі) | Валіра              |           |
| Барселона | Барселона           | Барселона |
| Будинок Міла (у Барселоні) | Каса Міла           |           |
| Валенсія | Валенсія            | Валенсія  |
| Жирона |                     | Херона    |
| Ла-Сеу-д'Уржель | Сео-де-Урґель       |           |
| Льєйда |                     | Леріда    |
| Манреза |                     | Манреса   |
| Монсаррат | Монсеррат           |           |
| Палма | Пальма-де-Мальорка  | Пальма    |
| Парк Ґуель та Палац Ґуель | Парк та палац Ґуель |           |
| Перпіньян | Перпіньян           | Перпіньян |
| Русільйон (або Русальо) | Руссійон            |           |
| Таррагона |                     | Таррагона |
| Л'Успіталет-да-Любрагат |                     | Оспіталет |
| Храм Святого Сімейства (у Барселоні) | Саґрада Фамілія     |           |

Нечисленні каталонські топоніми в українських словниках
Кілька каталонських топонімів, які фіксуються українськими словниками (УСЕ, словником УМІФу), є головним чином транскрипцією іспанської назви муніципалітетів (Херона, Леріда, Манреса), часто помилковою (Сео-де-Урґель — іспанською звучить Сео-де-Урхель), або неправильно транскрибованою неофіційною назвою муніципалітету (Оспіталет).
Російська традиція найменування каталонських топонімів впливала на українську традицію.
Жирона
Місто Жирона (кат. Girona) до революції в Російській імперії мало два найменування у російській мові — Герона та Жерона (транскрипція з іспанської мови з заміною «х» на «ж» для «милозвучності» або транскрипція французької назви міста з доданням кінцевого «-а»), у радянські часи використовувалися дві назви — Жерона та Херона (транскрипція з іспанської). Наразі, каталонське найменування Жирона поступово витісняє інші.[джерело?] Слід зазначити також, що відповідно до закону 2/1992 від 28 лютого 1992 р. провінція Херона була офіційно перейменована у провінцію Жирона.
Льєйда
Місто Льєйда (кат. Lleida) раніше транскрибувалося як Леріда. Згідно з чинним правописом «-ида», «-ика» пишеться з «и», тому іспанська назва міста повинна передаватися як Лерида. Сьогодні в Іспанії в офіційних документах, деяких іспаномовних періодичних виданнях, на пр., у газеті «Ель Паїс» (кат. El País), вживається лише Льєйда. Відповідно до закону 2/1992 від 28 лютого 1992 р. провінція Леріда була офіційно перейменована у провінцію Льєйда.
Манреза
Місто Манреза (кат. Manresa) : з іспанської транскрибується як Манреса, з каталанської — Манреза («s» між голосними звучить як [z]).
Ла-Сеу-д'Уржель
Ла-Сеу-д'Уржель (кат. La Seu d’Urgell) : з іспанської транскрибується як Сео-де-Урхель (ісп. Seo de Urgel), в УСЕ помилково було транскрибовано Сео-де-Урґель), з каталанської — Ла-Сеу-д'Уржель. У франкомовній Вікіпедії вживається офіційна каталанська назва — La Seu d'Urgell. У російськомовній Вікіпедії назву неправильно транскрибовано з іспанської — «Сео-де-Уржель».
Л'Успіталет-да-Любрагат
Л'Успіталет-да-Любрагат (кат. l'Hospitalet de Llobregat). Назва Оспіталет, яка зафіксована в словнику УМІФу, є неофіційною (і транскрибованою з іспанської). І у каталанській, і в іспанській додається «-да-Любрагат», оскільки існує ще один «Успіталет» — квартал л'Успіталет-да-л'Інфан (кат. l'Hospitalet de l'Infant), який знаходиться у муніципалітеті Бандальос-і-л'Успіталет-да-л'Інфан (кат. Vandellòs i l'Hospitalet de l'Infant). Ненаголошене «o» у каталанській літературній вимові звучить як [u]. Окрім того, слід зазначити, що назва цього міста не є іспанською і не може перекладатися — з цієї причини також — з іспанської (іспанською воно звучало б El Hospitalito de Llobregat). У російськомовній Вікіпедії транслітеровано з іспанської «Оспиталет-де-Льобрегат» (правильна вимова — на сайті Словника каталанської-валенсійської-балеарської мови).

## Транскрипція каталанських слів українською
| Літери     | Позиція у слові, діакритичні знаки                                                      | Транскрипція за МФА | Написання українською               | Приклад каталанською | Українська транскрипція | Винятки, зауваження |
| Голосні    |                                                                                         |                     |                                     |                      |                         | |
| А          | наголошена a                                                                            | [a]                 | а                                   | Granada              | Ґраназа                 | |
| А          | à                                                                                       | [a]                 | а                                   | Milà                 | Міла                    | |
| А          | ненаголошена a                                                                          | [ə]                 | а                                   | Badalona             | Бадалона                | |
| А          | au                                                                                      | [aw], дифтонг       | ау                                  | claus                | клаус                   | |
| А          | ai                                                                                      | [aj], дифтонг       | ай                                  | rai                  | рай                     | |
| E          | наголошена e                                                                            | [ɛ]                 | е                                   | terra                | терра                   | |
| E          | è                                                                                       | [ɛ]                 | е                                   | Penedès              | Панадес                 | |
| E          | é                                                                                       | [e]                 | е                                   | romanés              | руманес                 | |
| E          | ненаголошена e                                                                          | [ə]                 | а                                   | els                  | алс                     | Barcelona — правильна транскрипція «Барсалона», але відповідно до традиції — Барселона                                                                  |
| E          | eu                                                                                      | [ew], дифтонг       | еу                                  | beu                  | беу                     | |
| E          | ei                                                                                      | [ɛj], дифтонг       | ей                                  | ei                   | ей                      | |
| I          | i                                                                                       | [i]                 | і                                   | ric                  | рік                     | |
| I          | í                                                                                       | [i]                 | і                                   | Vilobí               | Білубі                  | |
| I          | ï                                                                                       | [i]                 | і                                   | raïm                 | раім                    | |
| I          | ig                                                                                      | [tʃ]                | ч                                   | Puig                 | Пуч                     | ig вимовляється, як середнє між м'яким [чь] і твердим [ч]                                                                                               |
| I          | ai                                                                                      | [aj], дифтонг       | ай                                  | rai                  | рай                     | |
| I          | ei                                                                                      | [ɛj], дифтонг       | ей                                  | ei                   | ей                      | |
| I          | oi                                                                                      | [oj]                | ой                                  | boi                  | бой                     | |
| I          | ix                                                                                      | [ʃ']                | шь                                  | baix                 | башь                    | |
| I          | ix + голосна                                                                            | [ʃ']                | ш + йотована голосна                | baixa                | башя                    | |
| I          | ia                                                                                      | [ia]                | іа або ія, після голосної йа або йя | Anoia                | Анойя                   | Слово Maria транскрибується як Марія |
| I          | -ció                                                                                    | [sjo]               | сьйо                                | constitució          | кунстітусьйо            | |
| О          | наголошена o                                                                            | [o]                 | о                                   | Badalona             | Бадалона                | |
| О          | ò                                                                                       | [ɔ]                 | о                                   | òbol                 | обул                    | |
| О          | ó                                                                                       | [o]                 | о                                   | Masó                 | Мазо                    | |
| О          | ненаголошена o                                                                          | [u]                 | у                                   | Hortons              | Уртонс                  | |
| О          | ou                                                                                      | [ow], дифтонг       | оу                                  | pou                  | поу                     | |
| О          | oi                                                                                      | [oj]                | ой                                  | boi                  | бой                     | |
| U          | u                                                                                       | [u]                 | у                                   | Ufà                  | Уфа                     | |
| U          | ú                                                                                       | [u]                 | у                                   | Aiguamúrcia          | Айгуамурсія             | |
| U          | ü                                                                                       | [u]                 | у                                   | Güell                | Ґуель                   | |
| U          | au                                                                                      | [aw], дифтонг       | ау                                  | claus                | клаус                   | |
| U          | eu                                                                                      | [ew], дифтонг       | еу                                  | beu                  | беу                     | |
| U          | ou                                                                                      | [ow], дифтонг       | оу                                  | pou                  | поу                     | |
| U          | u у слові just                                                                          | [y]                 | ю                                   | just                 | жюс                     | |
| Приголосні |                                                                                         |                     |                                     |                      |                         | |
| B          | b                                                                                       | [b]                 | б                                   | biga                 | біга                    | |
| B          | b у слові amb                                                                           | Ø                   | не транскрибується                  | amb                  | ам                      | Якщо після amb наступне слово починається з голосної, то b звучить (льєзон) і транскрибується як -б                                                     |
| B          | b у закінченні -ble                                                                     | [p]                 | п                                   | combustible          | кумбустіпла             | |
| C          | c перед a, o, u, перед приголосними, у кінці слова                                      | [k]                 | к                                   | casa                 | каза                    | |
| C          | c перед i, e                                                                            | [s]                 | с                                   | Veciana              | Басіана                 | |
| C          | ç                                                                                       | [s]                 | с                                   | Barça                | Барса                   | |
| C          | -enc або -inc                                                                           | Ø                   | c не транскрибується                | cinc                 | сін                     | |
| D          | d                                                                                       | [d]                 | д                                   | despatx              | даспач                  | |
| D          | d між голосними                                                                         | [ð]                 | з                                   | Granada              | Ґраназа                 | |
| D          | dj, один звук                                                                           | [dʑ]                | дж                                  | Djorf                | Джорф                   | |
| F          | f                                                                                       | [f]                 | ф                                   | fosc                 | фоск                    | |
| G          | g перед a, o, u на початку слова                                                        | [g] або [γ]         | ґ                                   | govern               | ґуберн                  | Індивідуально (досить часто) каталаномовці не розрізняють звуків [g] і [γ] і в усіх позиціях вимовляють середній звук, досить схожий на український [г] |
| G          | g між голосними, перед a, o, u                                                          | [γ]                 | г                                   | Agolada              | Агулаза                 | Іноді замість [γ] індивідуально вимовляється [ʁ] (як у літературній французькій мові)                                                                   |
| G          | gu між будь-якими голосними                                                             | [γ]                 | г                                   | Aguilanenc           | Агіланенк               | |
| G          | голосна + g + u                                                                         | [γ]                 | г                                   | segur                | сагу                    | |
| G          | g перед i, e                                                                            | [ʑ]                 | ж                                   | Girona               | Жирона                  | Іноді вимовляється [dʑ] — [дж] (особливо у діалектах)                                                                                                   |
| G          | початок слова або приголосна + gu перед a, o                                            | [gw]                | ґу                                  | Guacamole            | Ґуакамола               | |
| G          | голосна + gu перед a, o                                                                 | [γw]                | гу                                  | aigua                | айгуа                   | |
| G          | ig                                                                                      | [tʃ]                | ч                                   | Puig                 | Пуч                     | ig вимовляється як середнє між м'яким [чь] і твердим [ч]                                                                                                |
| G          | -g в кінці слова                                                                        | [k]                 | к                                   | diàleg               | діалек                  | |
| H          | h                                                                                       | Ø                   | в українській не транскрибується    | haver                | абе                     | |
| J          | j                                                                                       | [ʑ]                 | ж                                   | ajut                 | ажут                    | У західних діалектах іноді вимовляється [ʃ] — [ш] |
| J          | dj, один звук                                                                           | [dʑ]                | дж                                  | Djorf                | Джорф                   | |
| K          | k                                                                                       | [k]                 | к                                   | Aka                  | Ака                     | |
| L          | l                                                                                       | [ł]                 | тверде л                            | La Palma             | Ла Палма                | Як виняток, хоча li (lí) українською звучить як [ли], це буквосполучення транскрибується як лі                                                          |
| L          | ll                                                                                      | [ʎ]                 | м'яке л                             | Vallmoll             | Бальмоль                | |
| L          | ll + голосна                                                                            | [ʎ] + голосна       | л + йотована голосна                | Vilabella            | Білабеля                | Індивідуально може звучати [ʎj] + голосна або [ʎ:] + голосна                                                                                            |
| L          | llè                                                                                     | [ʎ:ɛ] або [ʎjɛ]     | льє                                 | Vallès               | Бальєс                  | |
| L          | llo або lló                                                                             | [ʎo]                | льо                                 | Batlló               | Бальо                   | |
| L          | tll                                                                                     | [ʎ]                 | м'яке л                             | bitllet              | білєт                   | Досить часто tll вимовляється як [ʎ:] — м'які [лл] |
| L          | l•l                                                                                     | [ł:]                | тверді лл                           | pel•lícula           | паллікула               | Як виняток, хоча l•li (l•lí) українською звучить як [лли], це буквосполучення транскрибується як ллі. Іноді l•l вимовляється як [ł] — [л]               |
| L          | tl                                                                                      | [ł:]                | тверді лл                           | guatla               | ґуалла                  | |
| M          | m                                                                                       | [m]                 | м                                   | mama                 | мама                    | |
| M          | tm                                                                                      | [m:]                | мм                                  | setmana              | саммана                 | Досить часто tm вимовляється як [tm] — [тм] |
| N          | n                                                                                       | [n]                 | н                                   | venir                | бані                    | |
| N          | -enc                                                                                    | [eŋ]                | ен                                  | entenc               | антен                   | |
| N          | ny                                                                                      | [ɲ]                 | нь                                  | estany               | астань                  | |
| N          | ny + голосна                                                                            | [ɲj]                | нь + йотована голосна               | Catalunya            | Каталунья               | |
| N          | tn                                                                                      | [n:]                | нн                                  | cotna                | конна                   | Досить часто tn вимовляється як [tn] — [тн] |
| P          | p                                                                                       | [p]                 | п                                   | piga                 | піга                    | |
| Q          | qu                                                                                      | [k]                 | к                                   | aquest               | акет                    | |
| R          | r на початку слова, складу                                                              | [r]                 | р                                   | riu                  | ріу                     | |
| R          | r в інших позиціях                                                                      | [ɾ]                 | р                                   | cera                 | сера                    | |
| R          | rr                                                                                      | [ɾ] або [ɾ:]        | рр                                  | Rroma                | Ррома                   | |
| R          | голосна + r та голосна + r +s в кінці слова                                             | Ø                   | r в українській не транскрибується  | venir                | бані                    | |
| S          | s                                                                                       | [s]                 | с                                   | Sodi                 | Созі                    | |
| S          | s між голосними                                                                         | [z]                 | з                                   | casa                 | каза                    | |
| S          | ss                                                                                      | [s]                 | с                                   | Tessàlia             | Тасаліа                 | |
| S          | s у слові aquest                                                                        | Ø                   | в українській не транскрибується    | aquest               | акет                    | |
| S          | s у буквосполученнях -nys, -lls                                                         | [ʃ]                 | ш                                   | menys                | меньш                   | |
| T          | t                                                                                       | [t]                 | т                                   | Tascó                | Таско                   | |
| T          | приголосна + t у кінці слова                                                            | Ø                   | не транскрибується                  | Alacant              | Алакан                  | |
| T          | tll                                                                                     | [ʎ]                 | м'яке л                             | Batlló               | Бальо                   | |
| T          | tg, tx                                                                                  | [tʃ]                | ч                                   | Garrotxa             | Ґарроча                 | |
| T          | tj                                                                                      | [dʑ]                | дж                                  | Tjaru                | Джару                   | |
| T          | tj + голосний                                                                           | [dʑj]               | дж + йотований голосний             | mitja                | міджя                   | |
| T          | tm                                                                                      | [m:]                | мм                                  | setmana              | саммана                 | Досить часто tm вимовляється як [tm] — [тм] |
| T          | tn                                                                                      | [n:]                | нн                                  | cotna                | конна                   | Досить часто tn вимовляється як [tn] — [тн] |
| V          | v                                                                                       | [β]                 | б                                   | Vilobí               | Білубі                  | |
| W          | w                                                                                       | [β] або [w]         | б або в                             |                      |                         | Вживається лише у словах іншомовного походження. |
| X          | у більшості випадків                                                                    | [ɕ]                 | ш                                   | xoc                  | шок                     | У слові xocolata початкове x- іноді вимовляється як [tʃ] — [ч]                                                                                          |
| X          | якщо в однокореневих словах в інших мовах чується [ks]                                  | [ks]                | кс                                  | expressió            | акспрасьйо              | |
| X          | якщо в однокореневих словах в інших мовах чується [ks], але x знаходиться між голосними | [ɡz]                | ґз                                  | examen               | аґзамен                 | |
| X          | ix                                                                                      | [ʃ']                | шь                                  | baix                 | башь                    | |
| X          | ix + голосна                                                                            | [ʃ']                | ш + йотована голосна                | baixa                | башя                    | |
| Y          | ny + голосна                                                                            | [ɲj]                | нь + йотована голосна               | Catalunya            | Каталунья               | |
| Y          | ny                                                                                      | [ɲ]                 | нь                                  | estany               | астань                  | |
| Z          | z                                                                                       | [z]                 | з                                   | Zorita               | Зуріта                  | |

Наголос падає на останню голосну у слові, якщо слово закінчується на приголосну, і на передостанню голосну, якщо слово закінчується на голосну. Наголос завжди падає на голосну з діакритичним знаком-акцентом (è, é, ó, ò, à, í). У множині, не зважаючи на те, що останній склад стає закритим (закінчення -(e)s або -os), наголос падає на той же склад, що і в однині.
Льєзони (зв'язки) між словами з'являються у випадку, якщо за словом, у якому остання приголосна не вимовляється, йде слово, що починається з голосної : у слові amb вимовляється остання літера b як [b], у дієсловах вимовляється остання -r як [ɾ], якщо наступне слово приєднане до дієслова дефісом, кінцеве -t після приголосної, яке зазвичай не вимовляється, вимовляється як [t] перед словом, яке починається з голосної. У словах на -s ця літера вимовляється як [z], якщо наступне слово починається з голосної. У багатьох випадках з'являються льєзони не за загальними правилами : пр. словосполучення «quant val» звучить ['kwam_'βał]. Якщо після слова «cinc» [siŋ] (укр. п'ять) йде інший числівник, тоді -c читається як [k] : пр. «cinc cents» (укр. п'ятсот) — ['siŋk'sɛns] або ['siŋk'sɛnts] (якщо це інша частина мови, тоді кінцеве -c не читається).
Слід зазначити також, що деякі слова вимовляються не за загальними правилами : пр. «quaranta» (укр. сорок) вимовляється [ku'ɾantə].
Загальне правило для льєзонів голосних таке : злиття можливе, коли останній звук попереднього слова та перший звук наступного однакові (для [i] — un vi (i)mmillorable), або дуже схожі (наприклад у випадку [ə] та [a] таке злиття відбувається, оскільки ці звуки достатньо схожі — beur(e) aigua).

## Неочевидності у транскрибуванні каталанських звуків українською
Нейтральний звук [ə]
Нейтральний звук [ə] (кат. vocal neutra) у каталанській мові схожий одночасно на [e] та [a].
Однак у більшості випадків нейтральний [ə] схожий трохи більше на [a], ніж на [e]. Зокрема мова йде про буквосполучення «en-», «em-», «es-» на початку слова, які можуть вимовлятися зі звуком [a] : encetar, embut, а також про літеру «e», яка позначає ненаголошений звук, після якого йде наголошений склад : sencer, Miquelet.
Каталаномовна Вікіпедія зазначає, що у східних діалектах (на базі яких створено літературну мову) слова, які закінчуються на ненаголошені «е» та «а», фонетично не відрізняються (pare та para). Будь-яке «а» або «е» у ненаголошеній позиції вимовляється як нейтральний голосний [a].
Потрібно також звернути увагу на злиття (льєзони) голосних : загальне правило для льєзону двох голосних звуків у каталанській мові зазначає, що злиття можливе, коли останній звук попереднього слова та перший звук наступного однакові. У випадку [ə] та [a] таке злиття відбувається, тобто ці звуки достатньо схожі (пр., beur(e) aigua, те саме для [i] — un vi (i)mmillorable).
Нейтральний [ə] легко переходить у середній відкритий [ɐ], зокрема у районі Барселони.

Діаграма*головного вияву голосних фонем для звуку [a] та його алофонів в українській та каталанській мовах

Діаграма* головного вияву голосних фонем для звуку [a] в українській та каталанській мовах та їх алофонів показує, що ненаголошене українське [ɐ] та ненаголошене барселонське [ɐ], яке є алофоном нейтрального [ə], схожі.
Не можна ненаголошену літеру «e» просто передавати українською «е», а ненаголошену «а» — українською «а», адже обидві літери означають той же нейтральний [ə]. При розробці норм каталанської мови Пумпеу Фабра робив вибір на користь «а» чи «е» виходячи не зі звучання відповідних звуків, а з інших причин (категорія роду іменника, особа для дієслів, походження слів та однокореневі слова тощо). Окрім того він намагався об'єднати спільною орфографією різні діалекти, а також наблизити сучасну каталанську мову до класичної (середньовічної) орфографії.
Окрім того, для деяких каталонських топонімів фіксуються дублети, де літеру «е» може замінити літера «а» (вимова від цього не змінюється), пр., Begur / Bagur, Merlès / Marlès.
Існує також досить багато топонімів, де близькість каталанського нейтрального [ə] до [а] підтверджується іспанською (перекладеною) назвою топоніму, пр., Empordà / Ampurdán, Riudecanyes / Riudecañas, Duesaigües / Dosaiguas, Les Borges del Camp / Borjas del Campo.
Офіційні назви деяких літер у стандартній вимові закінчуються саме на -a, тоді як за нормою AVL вони закінчуються на «-е» (пр., erra / erre), тобто у кінцевій позиції ненаголошений нейтральний [ə] може також позначатися літерою «а».
Цікавим свідченням близькості нейтрального [ə] саме до «а» є запозичення арабських слів з початковим «al-» каталанською з одного боку та іншими неолатинськими мовами Піренейського півострова. Якщо іспанська та португальська запозичили ці слова з «al» як частиною кореня, каталанська здебільшого без цієї частинки, сприймаючи її як аналог каталанського артикля «el» : араб. al-harsufa — артишок, кат. carxofa, ісп. alcachofa, порт. alcachofra; араб. al-qutun — бавовна, кат. cotó, ісп. algodón, порт. algodão; араб. ar-rabd — передмістя, кат. raval, ісп. arrabal, порт. arrabalde.
Традиція передавати звук [ə], що на письмі позначається кириличною літерою «ъ», латинською літерою «а» існує в болгарській мові — єдиній слов'янській мові, де є цей звук.
Отже, у літературній каталанській вимові (східні діалекти) нейтральний [ə] варто транскрибувати українським «a».
Губно-губний апроксимант [β]
Літери «b» та «v» можуть позначати два звуки — [b] та [β]. Звука [v] у літературній каталанській немає.
У англомовній Вікіпедії стверджується, що «v» у східних діалектах позначає звук [b] (хоча це не зовсім правильно — він може позначати і звук [β], який є алофоном [b]). Те саме стверджується і у каталаномовній Вікіпедії.
Насправді на початку слова здебільшого літера «v» позначає [b] (Vallès — [bəʎέs]), а у інших позиціях [β] (lavabo — [ləβáβu]). Однак у каталанській мові звук [β] є алофоном [b], обидва близькі до українського звуку [b].
Явище злиття звуків [b] та [v] у каталанській мові називається «бетацизмом».
Приклади зі Словника каталансько-валенсійсько-балеарської мови : Viver [biβé], Verges [bέɾʒəs], Vallespir [baʎəspí], Vurçol [buɾsɔł].
Отже, в українській мові звуки [b] та [β] мають передаватися літерою «б».
Щілинний міжзубний дзвінкий [ð]
Найчастіше у каталанській мові звук [ð] (кат. fricativa dental sonora) передається літерою «d», перед і після якої стоїть голосний або напівголосний. Він є трохи м'якішим від звуку, який в англійській мові позначається буквосполученням «th». Якщо літера «d» стоїть між голосною та дзвінкою приголосною, за МФА вона позначається знаком [ð̞], цей апроксимант є м'якішим, ніж [ð] і наближається до звука [d].
У каталанській мові цей звук може замінятися іншими звуками (у мовленні, при зміні звучання слів) : дзвінким альвеолярним вибуховим [d] та дзвінким передньоязичним спірантом [z].
Згідно з «Рекомендаціями транслітерування літерами української абетки власних назв, поданих англійською, французькою, німецькою та італійською мовами», «th», що позначає дзвінкий звук, передається як «з».
Розробку «Рекомендацій …» забезпечено Держпатентом України у 2000 р. відповідно до потреб експертного органу та патентних повірених України забезпечувати одноманітне представлення літерами української абетки імен та назв іноземних заявників у заявках і патентах України з метою підвищення якості іменного пошуку патентної інформації.
«Рекомендації …» розглянуто 12 квітня 2001 р. на засіданні Науково-технічної ради Українського інституту промислової власності (Укрпатент) і визнано прийнятними для практичного застосування в діяльності Укрпатенту.
«Рекомендації …» обговорено та ухвалено рішенням Колегії Державного департаменту інтелектуальної власності Міністерства освіти і науки України від 25 квітня 2001 р.
Розробниками «Рекомендацій …» є : В. Воєводська, канд. філол. наук, А. Войцехович, Ю. Котіков, Н. Куземська, В. Моргунюк, канд. техн. наук, керівник розроблення, А. Новікова, канд. філол. наук, Л. Пшенична, канд. філол. наук, Л. Шрамко.
В українській мові щілинна міжзубна глуха з грецької передавали або через «ф», або через «т» : Афіни / Атени. Грецька щілинна міжзубна дзвінка передається черед «д» : дельта.
У запозиченнях з англійської щілинна міжзубна глуха частіше передається через «т», іноді через «с», хоча за правилами правопису (§ 97) завжди повинно писатися «т» : Елізабет / Бес (Бет).
У практичній транскрипції англійська щілинна міжзубна дзвінка, що позначається буквосполученням «th», передається найчастіше через «з» : готель Гранд фазер (англ. Grand Father hotel); у арготизмах фазер (від англ. father — батько), файзер, фазер та мазер, зе бест (від англ. the best — найкращий), гурт The Вйо (читається Зе Вйо), група The Doors (читається Зе Дорз), The Moglass / Зе Моглас.
Передача звукосполучення [λ] + голосна
На письмі таке сполучення звуків передається ll + голосною. Відповідно до «Рекомендацій транслітерування літерами української абетки власних назв, поданих англійською, французькою, німецькою та італійською мовами», за аналогією з італійським «gl» / «gli», що позначає той же звук [λ], передається як «л» + я, ю, ьо : figlia — філя (а не філья). Згідно з українським правописом, «lle» передається як «льє».

## Фонетичні закони каталанської мови
Нижче подано перелік головних фонетичних змін, які зумовили сучасну фонетичну систему каталанської мови.

### Голосні
- Спільні риси з галло-романськими мовами:
  - Зникнення кінцевих голосних у словах латинського походження, окрім кінцевого -A (MURU, FLORE → mur, flor), що протиставляє каталанську західно-іберійським мовам, які зберігають кінцевий голосний, окрім -E (muro, однак flor/chor) та італо-романським, які зберігають усі кінцеві приголосні (muro, fiore).

- Спільні риси з окситанською:
  - Численні дифтонги та односкладові слова: ([aj] rai, [ej] ei, [aw] cau, [ew] beu, [ow] pou тощо).

- Риси, які протиставляють каталанську галло-романським мовам:
  - Збереження латинського -u- (східні діалекти lluna ['ʎunə], західні діалекти lluna ['ʎunɛ/a], окситанська luna ['lyno], французька lune ['lyn]).

- Риси, які протиставляють каталанську іспанській:
  - Збереження відкритої вимови латинських голосних Ĕ та Ŏ (коротких «e» та «o») під наголосом у народній латині, відповідно [ɛ] та [ɔ] (TERRA → terra ['tɛra]/['tɛrə]; FOCUS → foc [fɔk]).

- Риси, які протиставляють каталанську окситанській:
  - Редукція дифтонга AU до відкритого O (CAULIS, PAUCU → col, poc).

- Спільні риси з іншими мовами, поширеними на півдні ареалу поширення західнороманських мов (ланґедокський діалект окситанської, західно-іберійські мови):
  - Буквосполучення -ACT- редукується до -ET (LACTE, FACTU → *lleit, *feit → llet, fet).

### Приголосні
- Спільні риси з західнороманськими мовами:
  - Перехід глухих латинських -P-, -T-, -C- у дзвінкі -b-, -d-, -g- (CAPRA, CATENA, SECURU → cabra, cadena, segur)

- Спільні риси з галло-романськими мовами:
  - Збереження початкових PL, CL, FL- (PLICARE, CLAVE, FLORE → plegar, clau, flor). Ця риса протиставляє каталанську західно-іберійським мовам (іспанською llegar, llave, португальською chegar, chave).
  - Як і у французькій чи окситанській, відбувається заміна глухих приголосних на відповідні дзвінкі, якщо наступне слово починається з голосної або дзвінкої приголосної. Така соноризація притаманна фонемам [s], [t], [p], [ʃ], [k] i [tʃ], які переходять відповідно у [z], [d], [b], [ʒ], [ɡ] i [ʤ]. Приклади (наведено валенсійську вимову): els homes [els] та [ɔmes] -> [elzɔmes]; peix bo [pejʃ] та [bɔ] -> [pejʒbɔ]; blat bord [blat] та [boɾ(t)] -> [blad'boɾ(t)].

- Спільні риси з окситанською (зокрема ланґедокською говіркою)
  - Випадіння латинського міжголосного -N (PANE, VINU → pa, vi). На відміну від ланґедокської говірки у множині [n] зберігається (пр., pans, vins), за виключенням північно-каталанського діалекта.
  - Оглушення кінцевих приголосних: verd [t], àrab [p].

- Оригінальні риси:
  - Такі риси не зустрічаються в інших неолатинських мовах:
    - Міжголосна латинська -D- переходить у -u (PEDE, CREDIT →peu, (ell) creu)
    - Латинські кінцеві -C + e, i →-u (CRUCEM →creu)
    - Латинське закінчення -TIS (2-га особа множини) перейшло в -u (MIRATIS → *miratz → mirau → mirau/mireu.

- Палаталізація приголосних:
  - Палаталізація початкового L- (LUNA, LEGE → lluna, llei). Ця риса також існує у субдіалекті м. Фуа окситанської мови та у деяких районах поширення астурійсько-леонської мови.
  - Палаталізація -is- [jʃ]/[ʃ], з латинських -X-, SC- (COXA, PISCE → cuixa, peix).
  - /k/ + [e], [i], [j] → *[ʦ] → [s]; CAELU → cel [sɛl].
  - /g/ + [e], [i], [j] → *[ʤ] → [ʤ]/[ʒ]; GELU → gel [ʤɛl]/[ʒɛl].
  - /j/ → *[ʤ] → [ʤ]/[ʒ]; IACTARE → gitar [ʤi'tar]/[ʤi'ta]/[ʒi'ta]
  - -ly-, -ll-, -c'l-, -t'l- → ll [ʎ]; MULIERE → muller; CABALLU → cavall, хоча фіксується і зворотний процес villa → vila; AURICULA → *oric'la → orella; UETULUS → *vet'lu → vell.
  - -ni-, -gn-, -nn- → ny [ɲ]; LIGNA → llenya; ANNUS → any (подібна фонетична трансформація існує й у іспанській мові).

- Інші риси:
  - Редукція груп приголосних -MB-, -ND → -m-, -n- (CAMBA, CUMBA, MANDARE, BINDA → cama, coma, manar, bena), такий перехід існує також у гасконському діалекті окситанської мови та на півдні зони поширення ланґедокського діалекту окситанської мови.
  - Подвоєння приголосних: setmana [mm], cotna [nn], bitllet [ʎʎ], guatla [ll], intel·ligent [ll] → [l].